# Suponiewo (obwód briański)
Suponiewo (ros. Супонево) – wieś (sieło) w Rosji, w obwodzie briańskim, w rejonie briańskim. W 2010 liczyła 8585 mieszkańców.